# Budyně nad Ohří
Budyně nad Ohří település Csehországban, a Litoměřicei járásban. Budyně nad Ohří Radovesice, Martiněves, Žabovřesky nad Ohří, Přestavlky, Libochovice, Nové Dvory, Mšené-lázně, Chotěšov, Evaň, Brozany nad Ohří és Dušníky településekkel határos. Lakosainak száma 2174 fő (2024. január 1.).

## Népesség
A település lakosságának változását az alábbi diagram mutatja:
| Lakosok száma | 3053 | 3234 | 3468 | 2605 | 2197 | 2077 | 2159 | 2175 | 2126 | 2174 |
|               | 1869 | 1900 | 1921 | 1961 | 1980 | 2011 | 2016 | 2019 | 2021 | 2024 |